# Синельников, Василий Григорьевич (писатель)
Василий Григорьевич Синельников (1918—2004) — советский писатель, педагог и краевед.

## Биография
Родился 24 апреля 1918 года в станице Рассыпной Оренбургской губернии в многодетной семье.
После окончания в 1932 году электротехнических курсов при Оренбургской городской детской технической станции, работал там же инструктором, затем был заведующим авиамодельной лабораторией станции. В 1938 году поступил в Оренбургский педагогический институт, который окончил уже после Великой Отечественной войны.
Во время войны служил в ВВС, воевал под Сталинградом и Курском, в Крыму, Молдавии и Чехословакии. Закончил войну в Берлине.
После окончания института (заочно), с 1948 года, Василий Григорьевич работал учителем школ № 34 и № 44 города Оренбурга. С 1960 по 1962 годы был заместителем директора областного краеведческого музея по научной работе. С 1962 по 1975 оды — директор областного краеведческого музея. Также известен как писатель, среди его книг — «Оренбургский "Золотой колос"» (1975), «Знакомьтесь, Оренбуржье» (1970). С участием Синельникова был издан «Атлас Оренбургской области» (1969). Он был также одним из учредителей Центра культуры казаков Оренбуржья «Форштадт». Много лет являлся членом Президиума областной организации Всероссийского педагогического общества (1952—1972), заместителем председателя Президиума областного общества охраны памятников истории и культуры (1964—1972).
Умер 23 февраля 2004 года.
В фондах Государственного архива Оренбургской области имеются документы, относящиеся к В. Г. Синельникову.

## Награды
- Награждён двумя орденами Красной Звезды и медалями, среди которых «За освобождение Праги», «За взятие Берлина», «За отвагу», «За победу над Германией».